# Grodzisk Wielkopolski (stad)
Grodzisk Wielkopolski (oorspronkelijke Duitse naam Grätz) is een stad in het Poolse woiwodschap Groot-Polen, gelegen in de powiat Grodziski. De oppervlakte bedraagt 18,09 km², het inwonertal 13.676 (2005).

## Verkeer en vervoer
- Station Grodzisk Wielkopolski

## Partnersteden
- Betton (Frankrijk)
- Delligsen (Duitsland)
- Merksplas (België)
- Torrelodones (Spanje)